# Handball-Landesliga Bayern 2000/01
Die Handball-Landesliga Bayern 2000/01 wurde unter dem Dach des „Bayerischen Handballverbandes“ (BHV) organisiert und war hinter der Bayernliga als fünfthöchste Liga im deutschen Ligensystem eingestuft.

## Saisonverlauf
Meister der Landesliga Nord wurde der HSG Unterdürrbach und Meister der Südgruppe war der VfL Waldkraiburg. Beide Clubs waren damit auch direkt für die Bayernliga 2001/02 qualifiziert. Die Aufstiegsrelegation der Zweitplatzierten gewann der TSV Landsberg, der als dritter Aufsteiger nachrückte.

### Modus
Die in Gruppe Nord und Süd eingeteilte Liga bestand aus je zwölf Mannschaften. Es wurde eine Hin- und Rückrunde gespielt. Platz eins jeder Gruppe war Staffelsieger und Direktaufsteiger in die Bayernliga. Die zweiten Plätze spielten in einer Relegation den dritten Aufsteiger aus. Die Platzierungen zehn bis zwölf jeder Gruppe waren Direktabsteiger.

## Teilnehmer
Nicht mehr dabei waren die Aufsteiger der Vorsaison TSV 1860 Ansbach, VfL Günzburg, VfL Wunsiedel und je drei Absteiger aus der Nord- und Südgruppe. Neu dabei waren die Absteiger aus der Bayernliga TSV Milbertshofen, TV 1877 Lauf, TSV Landsberg. Dazu kamen sechs Aufsteiger aus den Bezirksligen. 

Bereich des „Bayer. Handballverbandes“ (BHV)

### Meisterschaft
Gruppe Nord

1. Platz: HSG Unterdürrbach/Veitshöchheim

2. Platz:

(A) Nord TV 1877 Lauf

Gruppe Süd

1. Platz: VfL Waldkraiburg

2. Platz: TSV Landsberg (A)

(A) Süd TSV Milbertshofen
(A) = Bayernliga Absteiger

### Aufstiegsrelegation
Die Relegation gewann der TSV Landsberg